# Hanoverhill Starbuck
Hanoverhill Starbuck (* 26. April 1979; † 17. September 1998) war ein kanadischer Zuchtbulle.
Das Holstein-Rind Starbuck wurde auf dem Zuchtbetrieb „Hanover Hill Holstein“ in Port Perry, Ontario, in Kanada als Sohn der Mutter A Anacres Astronaut Ivanhoe und des Vaters Round Oak Rag Apple Elevation, und damit als Urenkel von Osborndale Ivanhoe, geboren. Am 26. November des Jahres ging er an das Centre d'insemination artificielle de Québec (CIAQ, Zentrum für Künstliche Besamung von Québec). Er erreichte später ein Gewicht von 1.173 kg bei einer Größe von 187 cm. Sein Samen war so hochwertig, dass 685.000 Portionen zur künstlichen Besamung entnommen wurden, die mehr als 200.000 weibliche Nachkommen hervorbrachten. Bis zu diesem Zeitpunkt brachte er durch den Verkauf des Samens dem CIAQ über 25 Millionen Dollar ein.
Am 7. September 2000 wurde am CIAQ aus Zellen Starbucks ein Kalb geklont, das „Starbuck 2“ getauft wurde.
Hanoverhill Starbuck und sein Vater Elevation hatten einen großen Einfluss auf die Holsteinerzucht. So waren 2003 93 % aller in Kanada geborenen Holstein-Rinder Nachkommen von Starbuck. Auch in Europa ist sein Zuchteinfluss groß. 1999 waren 65,8 % der deutschen Holsteiner Zuchtbullen Abkömmlinge von Starbuck. Auch in anderen europäischen Ländern lag zu diesem Zeitpunkt der Anteil seiner Nachkommen deutlich über 30 %.